# Halina Stefanowska
Halina Stefanowska (ur. 1936, zm. 23 sierpnia 1987) – polska dziennikarka, autorka słów piosenek, twórca śpiewników, działaczka szantowego ruchu muzycznego.
Była twórcą słów popularnych piosenek żeglarskich, w tym m.in. Portu, Pod Sztokfiszem, Biała kantyczka, O kochaniu misia, Przekomarzanka, Raz na tysiąc nocy, Sznurowadła, A my jak ptaki, Do Sacramento, Drunken Sailor, Operation Sail, Pestka, czy ballad o kapitanie Konstantym Maciejewiczu. Należała do popularyzatorów kultury morskiej i żeglarskiej. Dokonała jednych z pierwszych przekładów na język polski klasycznych szant, a także stworzyła pierwszy polski przekrojowy zbiór pieśni i piosenek żeglarskich – Rozśpiewane Morze (Gdańsk, 1975). Współpracowała stale z Komisją Kultury Polskiego Związku Żeglarskiego. Była jurorem krakowskiego festiwalu Shanties. Za działalność literacką i popularyzatorską otrzymała Nagrodę im. Leonarda Teligi od czasopisma „Żagle”.